# Christian Keglevits
Christian „Kegerl“ Keglevits (* 29. Jänner 1961 in Weiden bei Rechnitz) ist ein ehemaliger österreichischer Fußballspieler.
Als Aktiver war der Stürmer bei Schachendorf, SC Eisenstadt, Rapid Wien, Wiener Sport-Club, Austria Salzburg, LASK tätig. Für die österreichische Fußballnationalmannschaft spielte er 18-mal und erzielte drei Tore, er zählte zum Kader bei der WM 1990 in Italien.
Nach seiner Profikarriere wurde Keglevits Trainer. Nach Stationen im Nachwuchs- und Amateurbereich wurde er Co-Trainer beim LASK.
Im Jahre 2000 ging er, ebenfalls als Assistenztrainer, zum GAK. Bei den Grazern war er 2001 für ein Spiel Interimstrainer, 2002 auch kurze Zeit als Cheftrainer tätig. Danach war Keglevits beim niederösterreichischen Landesligisten SV Stockerau engagiert. Seine letzte Station war der SV Haitzendorf.
Mit Herbst 2011 wurde Keglevits als Nachwuchsleiter zum SC Wiener Viktoria geholt, und er leitet auch eine Fußballschule.
Keglevits ist Burgenland-Kroate.